# Liste der Monuments historiques in Gries
Die Liste der Monuments historiques in Gries führt die Monuments historiques in der französischen Gemeinde Gries auf.

## Liste der Objekte
| Bezeichnung                | Beschreibung                                                                      | Standort                              | Kennzeichnung | Schutzstatus | Datum     | Bild |
| -------------------------- | --------------------------------------------------------------------------------- | ------------------------------------- | ------------- | ------------ | --------- | ---- |
| Orgel                      | 1781 von Johann Andreas Silbermann gebaut; Ensemble aus PM67000104 und PM67000103 | in der protestantischen Kirche (Lage) | PM67001018    | Classé       | 1977 1986 |      |
| Orgelprospekt              | 1781 von Johann Andreas Silbermann gebaut                                         | in der protestantischen Kirche (Lage) | PM67000104    | Classé       | 1977      |      |
| Instrumentalteil der Orgel | 1781 von Johann Andreas Silbermann gebaut, mehrfach verändert                     | in der protestantischen Kirche (Lage) | PM67000103    | Classé       | 1986      |      |